# 凱西·貝茲
凱瑟琳·多伊爾·貝茲（英語：Kathleen Doyle Bates，1948年6月28日—）是美國一名女演員。在她超過半個世紀的演藝生涯裡，她獲得了諸多獎項及提名；這其中包括一項奧斯卡獎、兩項黃金時段艾美獎及兩項金球獎，同時還等到了一次東尼獎及兩次英國電影學院獎提名。
貝茲出生於美國田納西州的孟菲斯市並在南方衛理公會大學學習戲劇表演，隨後她前往紐約市尋求職業發展。在出演電影《逃家》之前，凱西·貝茲在一些小劇場內表演過；而她出演的第一部外百老匯戲劇是《虛榮》。貝茲曾因出演戲劇《晚安吧！媽媽》（1983年）而獲得東尼獎最佳戲劇女主角的提名，並以出演戲劇《現代愛情故事》而獲得了奧比獎。
她因在電影《危情十日》中飾演安妮·威克絲而獲得第63届奥斯卡金像奖的最佳女主角。她同時還曾因出演《這個總統真太濫》、《关于施密特》和《李察·朱威爾事件》而三度獲得奧斯卡獎提名。其他由凱西·貝茲出演的著名電影還有《油炸綠蕃茄》、《熱淚傷痕》、《泰坦尼克号》、《呆呆向前衝》、《革命之路》、《守護有心人》和《午夜巴黎》。
除了舞台劇及電影領域外，凱西·貝茲在電視劇領域也建樹頗豐。她因出演《好漢兩個半》第九季而獲得黃金時段艾美獎的喜剧类剧集最佳客串女演员，後又因出演《美國恐怖故事：女巫集會》中的黛爾菲·拉勞里一角而再度在黃金時段艾美獎獲得迷你剧集或电视电影类最佳女配角。而在此之外，貝茲還因出演《電視大玩家》、《安妮》、《六尺之下》、《溫泉康復院》、《律政俏師太》、《美國恐怖故事：畸形秀》和《美國恐怖故事：旅館》而多次獲得黃金時段艾美獎的提名。

## 早年境況
凱西·貝茲於1948年6月28日出生在美國田納西州的孟菲斯市；她是機械工程師蘭登·多伊爾·貝茨（Langdon Doyle Bates）與家庭主婦伯蒂·凱瑟琳·塔爾博特（Bertye Kathleen Talbert）所生三個女兒中最小的那個。貝茲的祖父是律師兼作家的菲尼斯·蘭登·貝茲；而她的曾曾祖父則是一位路易斯安那州新奧爾良市的愛爾蘭移民，曾擔任安德魯·傑克遜總統的醫生。1965年，凱西·貝茲提前從白站高中畢業並隨後就讀於南方衛理公會大學；大學期間，貝茲學習了戲劇表演並成為了阿爾法·德爾塔·派姊妹會的成員。貝茲在1969年從大學畢業並在1970年搬去紐約市追求演藝事業。抵達紐約後，貝茲在曼哈頓的威廉·哈斯珀工作室學習表演藝術。

## 職業生涯

### 戲劇舞台的嶄露頭角
搬到紐約市後，凱西·貝茲找過幾份零工也擔任過一些小劇場的舞台角色，同時她也在努力尋找正式的演員工作。在這段期間，她甚至還曾供職於現代藝術博物館。
1970年，貝茲得以在米洛斯·福曼執導的喜劇電影《逃家》中以“波波·貝茲（Bobo Bates）”為藝名飾演一個小角色，這是她在電影長片領域的首次登場。此後她繼續努力尋找其他表演機會，而結果卻不盡如人意；她後來在接受《紐約時報》訪問的時候曾表示，有不止一位的選角經紀告訴她，表示她沒有足夠的吸引力來成為一名成功的女演員。
|  | 我不是一個非常迷人的女性。我從來都不夠天真；我一直以來都是性格演員。當我年輕的時候，這是一個真正的問題，因為我從來都不夠漂亮，無法勝任其他年輕女性所扮演的角色。我很幸運得到的角色對我來說是真正的延伸：通常是一個年齡較大的角色，或者有點奇怪，或者其他什麼。這很困難，不僅是因為缺乏工作，還因為你必須面對人們如何看待你。然後你會想，“好吧，你知道，我是一個真實的人。” |

在《逃家》公映後，凱西·貝茲長時間沒有獲得任何一次出演電影的機會；直到她在1978年公映的電影《暗夜心聲》中與達斯汀·霍夫曼飾演對手戲。而整個1970年代，貝茲依舊堅持在戲劇舞台上表演角色。1973年，她加入了路邊劇場的旅行表演團“路邊劇場巡演團（Wayside Theatre on Tour）”，她在這裡依舊使用了藝名波波·貝茲。貝茲第一次在外百老匯劇院登場是在1976年演出戲劇《虛榮》；隨後她於1979年在路易斯維爾演員劇院出演了《芳心罪孽》的首演版，她在劇中演出萊尼（Lenny）這個角色。1980年代甫一開始，凱西·貝茲就獲得了在蘭福德·威爾遜的戲劇《七月五日》中演出的機會。緊接著她又在1982年與凱倫·布萊克、雪兒共同主演了由勞勃·阿特曼所執導的喜劇電影《偶像的失落》。從1970年代末期到1980年代中期，凱西·貝茲也在不少肥皂劇中演出，這其中就包括《醫者仁心》、《我的孩子們》和《只此一生》等；同時她也在《愛之船》、《警花拍檔》、《波城杏話》等黃金時段電視劇的部分劇集裡客串演出。
《紐約時報》曾評論道，在1980年代早期，凱西·貝茲“確立了美國最優秀舞台女演員之一的地位”。1983年，貝茲因主演普利策獎獲獎作品《晚安吧！媽媽》而獲得1983年度東尼獎的“最佳戲劇女主角”提名。她領銜演出這部作品超過一整年。而在百老匯以外的舞台上，貝茲也取得了更進一步的成功。她在此期間演出了由泰倫斯·麥克納利編劇的外百老匯戲劇《現代愛情故事》而獲得了1988年奧比獎的最佳女主角；這個劇本是麥克納利特意為貝茲所創作。1988年，貝茲接替艾米·歐文主演了外百老匯戲劇《通往麥加之路》。大約也是在這一時期，貝茲開始將自己的注意力轉向大銀幕並接連出演了《清晨之後》和《夏日情濃》等電影。

## 個人生活
青少年時期，凱西·貝茲寫下了自稱“悲歌”的作品並經歷了抑鬱症的發作。貝茲與托尼·坎皮西（Tony Campisi）維持了六年的婚姻，從1991年到1997年。但在他們結婚之前，貝茲已經與坎皮西約會超過14年。凱西·貝茲是聯合循道會教徒並且還是註冊的美國民主黨黨員。

### 健康問題
自從2003年被確證卵巢癌之後，凱西·貝茲就一直在與這個疾病做鬥爭。2012年9月，貝茲通過推特公佈了她罹患乳腺癌並接受了雙側乳房切除術的消息。2014年，在“紐約抗擊淋巴水腫與淋巴疾病步行”活動上，凱西·貝茲通過預先錄製的音頻表示她由於乳房雙側切除手術而導致了手臂出現淋巴水腫的問題。同年，她成為全美淋巴水腫的代言人和美國淋巴教育與研究聯盟（Lymphatic Education & Research Network）的名譽董事會主席。
2018年5月11日，凱西·貝茲在美國國會山莊遊說日當天帶領相關的倡議者向美國國會爭取對淋巴水腫及淋巴疾病進行進一步研究的經費。次日，貝茲在林肯紀念堂向首屆“華盛頓特區與弗吉尼亞州聯合抗擊淋巴水腫與淋巴疾病步行”活動的支持者們發表了演講。由於她對提高人們對淋巴水腫這一慢性疾病的認知，網絡醫生授予她年度健康英雄獎之規則改革者的稱號。

## 社會活動
2016年6月，人權戰線發佈了一隻悼念奧蘭多夜店槍擊案的視頻；在視頻中，凱西·貝茲和其他人講述了這次槍擊案罹難者的故事。

## 獎項榮譽
凱西·貝茲是少數獲得表演獎大滿貫提名的演員之一，她共計獲得1次東尼獎、4次奧斯卡獎和14次艾美獎的表演門類獎項提名。而迄今貝茨已經實際榮膺1次奧斯卡獎、2次黃金時段艾美獎、2次金球獎和2次美國演員工會獎。

## 外部連接
| - 凱西·貝茲在互联网电影资料库（IMDb）上的資料（英文） - 互聯網百老匯資料庫（IBDB）上凱西·貝茲的資料（英文） - 凱西·貝茲 （页面存档备份，存于）在節目單數據庫上的資料（英文） - 互联网外百老汇数据库（IOBDB）上凱西·貝茲的資料（英文） | - 在AllMovie上凱西·貝茲的頁面（英文） - 烂蕃茄上的凱西·貝茲 - TCM电影资料库上凱西·貝茲的资料（英文） - 凱西·貝茲在豆瓣上的资料（简体中文） |